# Mickelträsk
Mickelträsk är en by i Tavelsjö distrikt (Umeå socken) i Umeå kommun, Västerbottens län (Västerbotten). Byn ligger vid länsväg 364 nordväst om sjön Mickelsträsket, cirka 40 kilometer norrut från Umeå.
Vid 2020 års småortsavgränsning klassades byn av SCB som en småort.